# Amina Kabafaanu
Amina I. der Malediven (auch: Amina Kabafaanu, Aminath Kabafan, geb. 2. Februar 1724; gest. nach 1773) war Sultana der Malediven von 1753 bis 1754. Sie war zusammen mit ihrem Ehemann Ali Shah Bandar Vela’ana’a Manikufa’anu 1773 auch Regentin während der Haddsch ihres Bruders Sultan Muhammed Ghiya’as ud-din nach Mekka.

## Leben
Amina war die älteste Tochter von Sultan Ibrahim Iskandar II. (r. 1720–1750) und von Aisha Manikfan, sowie die Schwester von Sultan Muhammed Ghiya’as ud-din. Im September 1743 heiratete sie Ali Shah Bandar Vela’ana’a Manikufa’anu, den Sohn von Addu Ali Takurufan.
1750 starb ihr Vater und dessen Onkel väterlicherseits, Sultan Muhammad Imaduddin III. (gest. 1757), kam an die Macht. 1752 wurde er von Ali Raja Kunhi Amsa II. dem Befehlshaber des Arakkal-Königreichs gefangen genommen, geblendet, auf der Insel Kavaratti in den Lakkadiven festgesetzt und Malé wurde von den Malabaren von Kannur besetzt. Nach 17 Wochen der Besetzung wurde Malé durch Muleegey Dom Hassan Maniku, genannt Hassan Manikfan, befreit.

### Erste Herrschaft
Als Malé befreit wurde, wurde Amina als Monarchin eingesetzt. Ihre Thronfolge wurde weder abgelehnt noch angefochten:
„Aminath Kabafan, die Tochter von König Ibrahim, wurde die Anführerin und regierte zusammen mit Hassan Manikfan die Malediven. Alle stimmten dieser Vereinbarung zu.“ („Aminath Kabafan the daughter of king Ibrahim became the leader and she ruled Maldives with Hassan Manikfan. Everyone agreed to this arrangement.“)
1754 dankte Amina zu Gunsten ihrer neun Jahre alten Cousine Amina Rani Kilegefaanu ab, der Tochter des inhaftierten früheren Sultans, und Muleegey Hassan Manikfaan wurde Regent. Der Grund für ihre Abdankung waren wohl Intrigen, die von Gegnern ihres Ko-Regenten, Muleegey Hassan Manikfaan, geschmiedet wurden, sowie Konflikte um ihre Schulden bei dem französischen Händler Monsieur Le Termellier.

### Exil
Nach ihrer Abdankung zog sich Amina mit ihrem Ehepartner Ali Manikfan auf die Insel Hitadoo im Addu-Atoll zurück. Selbst in ihrer Abwesenheit galt sie als ernsthafte Bedrohung für das Regime, da sie die älteste Tochter von Sultan Ibrahim Iskandar II. war. Ihren vier jüngeren Schwestern wurden keine bedeutenden Regierungsfunktionen übertragen, obwohl sie mit hochrangigen Männern mit Titeln verheiratet waren. Amina hatte offenbar eine Kampf-Ausbildung und unternahm auch einen Versuch, Unterstützung für ihren Anspruch zu gewinnen.
Reisende aus Malé warnten sie vor Plänen für ihre Verhaftung. Da machten sie sich mit drei bewaffneten Schiffen auf den Weg nach Minicoy. Als die Nachricht von ihrer Fahrt nach Minicoy Malé erreichte, wurde eine Expedition unter der Leitung von Umar Manik, dem Bruder von Hassan Manikfan, entsandt, um sie zu fangen. Nach einer Schlacht in der Nähe des Kela-Inselkanals wurden Amina und ihr Schiff besiegt und gefangen genommen, und sie wurde mit ihrem Ehepartner nach Malé zurückgebracht. Sie wurden im September 1754 auf die Insel Fenfushi verbannt.
Im Jahr 1759 wurde ihre Nichte, Königin Amina II., abgesetzt und von ihrem Onkel Hasan ’Izz ud-din abgelöst, der an die Macht kam, nachdem die Nachricht vom Tod von Sultan Muhammad Imaduddin III. eingetroffen war. In Abwesenheit des Thronfolgers Muhammad Ghiyath al-Din der Familie der Dhiyamigili, welcher von Ali Raja gefangen gehalten wurde, besetzte er den Thron.

### Zweite Herrschaft
Hasan ’Izz ud-din dankte ab und übergab den Thron an Sultan Muhammadh Ghiyath al-Din, als dieser zurückkehrte.
Am 17. Dezember 1773 brach ihr Bruder, Sultan Muhammed Ghiya’as ud-din, in Begleitung seiner Frau und der Minister Ali Hakura Manikfan und Minister Ali Doshimeyna Manikfan auf zu seiner Haddsch nach Mekka. Er ernannte seine Schwester Amina zur Regentin in seiner Abwesenheit, zusammen mit ihrem Mann Ali Velana Manikfan.
Während ihrer Regentschaft ereignete sich jedoch ein Putsch und die Anhänger um Aminas Ehemann Ali Velana Manikfan setzten ihren abwesenden Bruder ab und proklamierten Ali Manikfan zum Monarchen. Sie wurden zu Rebellen erklärt und bald durch einen Gegen-Putsch abgesetzt. Muhammad Shamsuddeen II. wurde auf den Thron gesetzt. Amina und ihr Ehemann wurden verhaftet und auf die Insel Huliyandhoo im Laam-Atoll verbannt, wo sie wohl starben.